# Chung Hee-seok
Chung Hee-seok (ur. 29 stycznia 1977) – południowokoreański tenisista.
W zawodowym gronie tenisistów startował w latach 2000–2006.
W przeciągu swojej kariery wielokrotnie zwyciężał w turniejach rangi ITF Men's Circuit w grze pojedynczej i grze podwójnej.
W latach 2002–2006 reprezentował Koreę Południową w Pucharze Davisa. Rozegrał przez ten okres 22 meczów, z których w 14 zwyciężył.
Chung Hee-seok zdobył trzy medale w igrzyskach azjatyckich. W 2002 roku wywalczył srebrne medale w Pusanie w grze podwójnej i grze drużynowej, a w 2006 roku w Ad-Dausze wygrał złoty medal w grze drużynowej.
W rankingu gry pojedynczej Chung Hee-seok najwyżej był na 482. miejscu (27 maja 2002), a w klasyfikacji gry podwójnej na 477. pozycji (20 listopada 2006).